# Трећа аналитичка група катјона
Трећа аналитичка група катјона у аналитичкој хемији је група следећих катјона: , , , , , , , .

## Опште карактеристике
Таложе се из неутралних и базних раствора са групним реагенсом амонијум-сулфидом у облику сулфида, осим алуминијума и хрома који се таложе као хидроксиди. Ови сулфиди се не таложе са водоник-сулфидом из киселих раствора јер се у њима растварају.
Соли катјона ове групе које се растварају у води су углавном хлориди, сулфати и нитрати, а не растварају се сулфиди, фосфати и карбонати. Већина ових, као и других соли су различито обојене.
Једно од главних својстава је способност грађења комплексних једињења. Такође, веома су непостојани у присуству оксидо-редукционих средстава, посебно једињења гвожђа, мангана, хрома, никла и кобалта.

## Опште реакције
- Са амонијум-сулфидом у неутралној и базној средини граде талоге сулфида и хидроксида: црни талог гвожђе(II)-сулфида, гвожђе(III)-сулфида, никл(II)-сулфида и кобалт(II)-сулфида, бели талог алуминијум(III)-хидроксида и цинк(II)-сулфида, сивозелени талог хром(III)-хидроксида и ружичасти талог манган(II)-сулфида.

- Алкални хидроксиди са катјонима ове групе таложе хидроксиде: бели талог манган(II)-хидроксида, алуминијум(III)-хидроксида и цинк(II)-хидроксида, зелени талог хром(III)-хидроксида, гвожђе(II)-хидроксида и никл(II)-хидроксида и тамноцрвени талог гвожђе(III)-хидроксида.

- Амонијак реагује са катјонима ове групе и тада се граде хидроксиди и базне соли, као на пример:

- Са алкалним карбонатима дају талоге карбоната, базних карбоната и хидроксида.

- Са динатријум-хидроген-фосфатом из неутралне средине таложе се фосфати: зелени талог никл(II)-фосфата и хром(III)-фосфата, бледожути талог гвожђе(III)-фосфата, љубичасти талог кобалт(II)-фосфата и бели талог цинк(II)-фосфата, манган(II)-фосфата и алимунијум(III)-фосфата. Гвожђе(II)-фосфат је такође бео, али на ваздуху помодри.

- Редукциона средства као што су водоник-пероксид, водоник-сулфид, јодо-водоник и сулфитна киселина редукују једињења хрома, мангана, гвожђа, никла и кобалта. На пример:

- Јака оксидациона средства у зависности од услова извођења реакције оксидују једињења хрома, мангана, гвожђа, никла и кобалта. На пример:

## Доказивањејона
| реагенс           | производ                                           | детектовање промене    | реакције |
| амонијак          | алуминијум-хидроксид                               | бели желатинозни талог |          |
| ализарин          | ализарински лак (ако реагује алуминијум-хидроксид) | цигла-црвени талог     |          |
| кобалт(II)-нитрат | кобалто-алуминат                                   | тенардово плаво- талог |          |

| реагенс          | производ | детектовање промене | реакције |
| водоник-пероксид | хромат   | жута боја раствора  |          |

| реагенс          | производ                | детектовање промене | реакције                                              |
| водоник-пероксид | метаманганаста киселина | смеђи талог         | Најпре реагује са NaOH, па се ствара и уз додавање 2 и 3. |

Манган се може доказати и оксидацијом са олово(IV)-оксидом и тада се добијени раствор боји љубичасто.
| реагенс                              | производ                          | детектовање промене    | реакције |
| калијум-хексацијаноферат(II)         | гвожђе(III)- хексацијаноферат(II) | берлинско плаво- талог |          |
| калијум-роданид или амонијум-роданид | комплексно једињење               | тамноцрвени раствор    |          |

| реагенс                       | производ                         | детектовање промене | реакције |
| калијум-хексацијаноферат(III) | гвожђе(II)-хексацијаноферат(III) | модри талог         |          |

Са диметил-глиоксимом ствара се комплексно једињење ружичастоцрвене боје.
| реагенс                              | производ                 | детектовање промене  | реакције |
| калијум-роданид или амонијум-роданид | комплексно једињење      | плава боја раствора  |          |
| калијум-нитрат                       | хекса-нитрокобалтат(III) | жути кристални талог |          |

Са α-нитрозо-β-нафтолом ствара се пурпурни талог соли кобалта(III): 
| реагенс                         | производ               | детектовање промене   | реакције |
| диметил-глиоксим                | никл- диметил-глиоксим | ружичастоцрвени талог |          |
| алкални хидроксид и хлорна вода | никл(III)-хидроксид    | тамноцрвени талог     |          |

| реагенс                       | производ                   | детектовање промене | реакције |
| водоник-сулфид                | цинк-сулфид                | бели талог          |          |
| калијум-хексацијаноферат(III) | цинк-хексацијаноферат(III) | жути талог          |          |